# Койме, Мей
Мей Койме (англ. Mae Koime; род. 14 декабря 1983, Керема) — папуанская легкоатлетка, специалистка по бегу на короткие дистанции. Выступала за сборную Папуа — Новой Гвинеи по лёгкой атлетике на всём протяжении 2000-х годов, многократная чемпионка Океании и Тихоокеанских игр, участница двух летних Олимпийских игр.

## Биография
Мей Койме родилась 14 декабря 1983 года в городе Керема провинции Галф, Папуа — Новая Гвинея.
Первого серьёзного успеха на взрослом международном уровне добилась в сезоне 2001 года, когда вошла в основной состав папуанской национальной сборной и побывала на Южнотихоокеанских мини-играх в Миддлгейте, откуда привезла три медали серебряного достоинства, выигранные в различных спринтерских дисциплинах.
В 2002 году в беге на 400 метров с барьерами одержала победу на чемпионате Океании в Крайстчерче, отметилась выступлением на чемпионате мира среди юниоров в Кингстоне, где заняла 21 место на 100-метровой дистанции.
На Южнотихоокеанских играх 2003 года в Суве трижды поднималась на пьедестал почёта: получила бронзу в беге на 400 метров с барьерами и две серебряные медали в эстафетах 4 × 100 метров и 4 × 400 метров. Стартовала на чемпионате мира в Сен-Дени, но была здесь далека от попадания в число призёров.
В 2004 году победила на чемпионате Океании в Таунсвилле на дистанциях 100 и 200 метров. Благодаря череде удачных выступлений удостоилась права защищать честь страны на летних Олимпийских играх в Афинах — на предварительном этапе преодолела 100-метровую дистанцию ровно за 12 секунд, установив тем самым национальный рекорд Папуа — Новой Гвинеи. Тем не менее, этого результата оказалось недостаточно для продолжения борьбы за медали.
На Южнотихоокеанских играх 2005 года в Короре Койме завоевала четыре золотые медали и одну серебряную, тогда как на мировом первенстве в Хельсинки попасть в число призёров не смогла.
В 2006 году выиграла две золотые и две серебряные медали на чемпионате Океании в Апии, выступила на Играх Содружества в Мельбурне.
В 2007 году добавила в послужной список две золотые и две серебряные награды, полученные на Тихоокеанских играх в Апии. Стартовала на чемпионате мира в Осаке.
Находясь в числе лидеров папуанской национальной сборной, благополучно прошла отбор на Олимпийские игры 2008 года в Пекине — вновь участвовала в программе женского бега на 100 метров, на сей раз показала время 11,68 секунды и заняла по итогам квалификационного этапа итоговое 44 место.
После пекинской Олимпиады Мей Койме ещё в течение некоторого времени оставалась в составе легкоатлетической команды Папуа — Новой Гвинеи и продолжала принимать участие в крупнейших международных стартах. Так, в 2010 году она выступила на чемпионате Океании в Кэрнсе, где завоевала золотую медаль в зачёте эстафеты 4 × 100 метров.